# Bonstetten, Zürich
Bonstetten är en ort och kommun i distriktet Affoltern i kantonen Zürich, Schweiz. Kommunen har 5 678 invånare (2023).
I ortsdelen Schachen ligger järnvägsstationen Bonstetten-Wettswil.